# Aucha velans
Aucha velans är en fjärilsart som beskrevs av Walker 1857. Aucha velans ingår i släktet Aucha och familjen nattflyn. Inga underarter finns listade i Catalogue of Life.